# جيمس جي. ستيوارت
جيمس جي. ستيوارت (بالإنجليزية: James G. Stewart)‏ هو مهندس ومهندس الصوت أمريكي، ولد في 21 مايو 1907 في بنسيلفانيا في الولايات المتحدة، وتوفي في 22 مارس 1997 في لوس أنجلوس في الولايات المتحدة.

## وصلات خارجية
- جيمس جي. ستيوارت على موقع IMDb (الإنجليزية)
- جيمس جي. ستيوارت على موقع قاعدة بيانات الفيلم (الإنجليزية)